# Władcy Szwecji

Sztandar królewski Szwecji

Chronologiczna lista władców Szwecji

## Królowie Szwecji 970–1389
- tymczasowo

| #                           | Imię                                             |          | Lata życia            | Lata życia               | Czas rządów      | Czas rządów                       | Rodzice                                    |
| #                           | Imię                                             | Urodzony | Zmarł                 | Od                       | Do               |                                   | Rodzice                                    |
| --------------------------- | ------------------------------------------------ | -------- | --------------------- | ------------------------ | ---------------- | --------------------------------- | ------------------------------------------ |
| Dynastia Englingerów        |                                                  |          |                       |                          |                  |                                   |                                            |
| 1                           | Eryk Zwycięski Erik Segersäll                    |          | ok. 945               | ok. 995                  | ok. 970          | ok. 995                           | Björn Eriksson(?) ?                        |
| 2                           | Olaf Skötkonung Olof Skötkonung                  |          | ok. 980               | 1022                     | ok. 995          | 1022                              | Eryk Zwycięski Sygryda Storråda            |
| 3                           | Anund Jakub Anund Jakob                          |          | 25 lipca 1008/10      | ok. 1050                 | 1022             | ok. 1050                          | Olaf Skötkonung Astryda obodrycka          |
| 4                           | Emund Stary Edmund den Gamle                     |          | ?                     | ok. 1060                 | ok. 1050         | ok. 1060                          | Olaf Skötkonung Edla                       |
| Dynastia Stenkilów          |                                                  |          |                       |                          |                  |                                   |                                            |
| 5                           | Stenkil Ragnvaldsson                             |          | ?                     | 1066                     | ok. 1060         | 1066                              | Ragnvald Ulfsson Astrid Njalsdotter        |
| 6                           | Eryk Stenkilsson                                 |          | ?                     | 1067                     | 1066             | 1067                              | ?                                          |
| 7                           | Eryk Poganin                                     |          | ?                     | 1067                     | 1066             | 1067                              | ?                                          |
| 8                           | Halsten                                          |          | ?                     | ?                        | ok. 1067         | ok. 1070                          | Stenkil Ragnvaldsson ?                     |
| 9                           | Anund Gårdske                                    |          | ?                     | ?                        | ok. 1070         | ok. 1075                          | ?                                          |
| 10                          | Hakan Ryży Håkan Röde                            |          | ?                     | ?                        | ok. 1075         | ok. 1079                          | ?                                          |
| 11                          | Inge I Starszy Inge I den äldre                  |          | ok. 1040              | ok. 1105/10              | ok. 1079         | ok. 1084                          | Stenkil Ragnvaldsson ?                     |
| 12                          | Sven Blot Blot Sven                              |          | ?                     | ok. 1087                 | ok. 1084         | ok. 1087                          | ?                                          |
| (11)                        | Inge I Starszy Inge I den äldre                  |          | ok. 1040              | ok. 1105/10              | ok. 1087         | ok. 1105/10                       | Stenkil Ragnvaldsson ?                     |
| 13                          | Filip Filip Halsten                              |          | ?                     | 1118                     | ok. 1105/10      | 1118                              | Halsten ?                                  |
| 14                          | Inge II Młodszy Inge II den Yngre                |          | ?                     | ok. 1125                 | ok. 1110         | ok. 1125                          | Halsten ?                                  |
| 15                          | Ragnvald Okrągłogłowy Ragnvald Knaphövde         |          | ?                     | ?                        | ok. 1125         | ok. 1126                          | ?                                          |
| Dynastia Estrydsenidów      |                                                  |          |                       |                          |                  |                                   |                                            |
| 16                          | Magnus Silny Magnus Nilsson av Danmark           |          | ok. 1106              | 4 czerwca 1134           | ok. 1125         | ok. 1132                          | Niels Stary Małgorzata Fredkulla           |
| Dynastie Swerkerów i Eryków |                                                  |          |                       |                          |                  |                                   |                                            |
| 17                          | Swerker I Starszy Sverker I den äldre            |          | ok. 1100              | 25 grudnia 1156          | ok. 1132         | 25 grudnia 1156                   | Kol ?                                      |
| 18                          | Eryk IX Święty Jedvardsson Erik den Hellige      |          | ok. 1125              | 18 maja 1160             | ok. 1156         | 18 maja 1160                      | Jedvard Cecylia                            |
| 19                          | Magnus Henriksson                                |          | ok. 1130              | 1161                     | 1160             | 1161                              | Henrik Skadelår Ingrid Ragnvaldsdotter     |
| 20                          | Karol VII (I) Karl VII Sverkersson               |          | ok. 1130              | 12 kwietnia 1167         | ok. 1161         | 12 kwietnia 1167                  | Swerker I Starszy Ulvhild                  |
| 21                          | Knut I Knut Eriksson                             |          | przed 1150            | 1195/6                   | 12 kwietnia 1167 | 1195/6                            | Eryk IX Krystyna Duńska                    |
| –                           | Kol Bolesław                                     |          |                       | ok. 1167                 | ok. 1173         |                                   |                                            |
| 22                          | Swerker II Młodszy Sverker II den Yngre Karlsson |          | przed 1167            | 17 lipca 1210            | 1195/6           | 1208                              | Karol Sverkersson Christina Hvide          |
| 23                          | Eryk X Erik X Knutsson                           |          | ok. 1180              | 10 kwietnia 1216         | 1208             | 10 kwietnia 1216                  | Knut Eriksson Cecylia Johansdotter         |
| 24                          | Jan I Johan Sverkersson                          |          | ok. 1201              | 10 marca 1222            | 10 kwietnia 1216 | 10 marca 1222                     | Swerker II Młodszy Ingegärda Birgersdotter |
| 25                          | Eryk XI Erik XI Eriksson                         |          | 1216                  | 2 lutego 1250            | marzec 1222      | 1229                              | Eryk X Ryksa Duńska                        |
| 26                          | Knut II Długi Knut Långe                         |          | ?                     | 1234                     | 1229             | 1234                              | Holmger ?                                  |
| (25)                        | Eryk XI Erik XI Eriksson                         |          | 1216                  | 2 lutego 1250            | 1234             | 2 lutego 1250                     | Eryk X Ryksa Duńska                        |
| Dynastia Folkungów          |                                                  |          |                       |                          |                  |                                   |                                            |
| 27                          | Waldemar Birgersson Valdemar Birgersson          |          | 1238 lub 1239         | 26 grudnia 1302 Nyköping | 2 lutego 1250    | 22 lipca 1275 Usunięty            | Birger jarl Ingeborga                      |
| –                           | Birger jarl                                      |          | ok. 1210              | 21 października 1266     | 1250             | 1266                              | Magnus Minnesköld Ingrid Ylva              |
| 28                          | Magnus I Birgersson Magnus Birgersson Ladulås    |          | ok. 1240              | 18 grudnia 1290          | 22 lipca 1275    | 18 grudnia 1290                   | Birger jarl Ingeborga                      |
| 29                          | Birger I Magnusson Birger Magnusson              |          | 1280                  | 31 maja 1321             | 18 grudnia 1290  | marzec lub kwiecień 1318 Usunięty | Magnus I Birgersson Jadwiga Holsztyńska    |
| –                           | Mats Kettilmundsson                              |          | ok. 1280              | 11 maja 1326 Turku       | 27 czerwca 1318  | 8 lipca 1319                      | -                                          |
| 30                          | Magnus II Eriksson Magnus Eriksson               |          | kwiecień lub maj 1316 | 1 grudnia 1374           | 8 lipca 1319     | 15 lutego 1364 Usunięty           | Eryk Magnusson Ingeborga z Norwegii        |
| 31                          | Eryk XII Magnusson Erik XII Magnusson            |          | 1339                  | 20 czerwca 1359          | 28 kwietnia 1357 | 21 czerwca 1359                   | Magnus II Eriksson Blanka z Namur          |
| 32                          | Haakon Magnusson Håkon Magnusson                 |          | ok. sierpnia 1340     | 11 września 1380         | 15 lutego 1362   | 15 lutego 1364 Usunięty           | Magnus II Eriksson Blanka z Namur          |
| Dynastia meklemburska       |                                                  |          |                       |                          |                  |                                   |                                            |
| 33                          | Albrecht Meklemburski Albrekt av Mecklenburg     |          | ok. 1338              | 1 kwietnia 1412          | 15 lutego 1364   | 24 lutego 1389 Usunięty           | Albrecht II Eufemia szwedzka               |

## Władcy okresuunii kalmarskiej1389–1523
- tymczasowo

| #                      | Imię                                               |          | Lata życia                                         | Lata życia                      | Czas rządów                       | Czas rządów                       | Rodzice                                                    |
| #                      | Imię                                               | Urodzony | Zmarł                                              | Od                              | Do                                |                                   | Rodzice                                                    |
| ---------------------- | -------------------------------------------------- | -------- | -------------------------------------------------- | ------------------------------- | --------------------------------- | --------------------------------- | ---------------------------------------------------------- |
| Dynastia Estrydsenidów |                                                    |          |                                                    |                                 |                                   |                                   |                                                            |
| 34                     | Małgorzata Margareta                               |          | marzec 1356 Søborg                                 | 28 października 1412 Flensburg  | 22 marca 1388                     | 23 lipca 1396                     | Waldemar Atterdag Jadwiga ze Szlezwiku                     |
| Dynastia Gryfitów      |                                                    |          |                                                    |                                 |                                   |                                   |                                                            |
| 35                     | Eryk XIII Pomorski Erik av Pommern                 |          | przed 11 czerwca 1382 Darłowo                      | przed 16 czerwca 1459 Darłowo   | 23 lipca 1396                     | 29 września 1439                  | Warcisław VII Maria meklemburska                           |
| –                      | Karol Knutsson Bonde                               |          | ok. 1408 zamek Ekholmen                            | 15 maja 1470 zamek Trzy Korony  | 29 września 1439                  | 14 kwietnia 1441                  | Kanut Bonde Małgorzata Sparre                              |
| Dynastia Wittelsbachów |                                                    |          |                                                    |                                 |                                   |                                   |                                                            |
| 36                     | Krzysztof Bawarski Kristofer av Bayern             |          | 26 lutego 1416                                     | 5/6 stycznia 1448               | 14 września 1441                  | 5/6 stycznia 1448                 | Jan Wittelsbach Katarzyna pomorska                         |
| –                      | Bengt Jönsson (Oxenstierna)                        |          | ok. 1390                                           | ok. 1450                        | 6 stycznia 1448-28 czerwca 1448   | 6 stycznia 1448-28 czerwca 1448   | –                                                          |
| –                      | Nils Jönsson (Oxenstierna)                         |          | ok. 1390                                           | ok. 1450                        | 6 stycznia 1448-28 czerwca 1448   | 6 stycznia 1448-28 czerwca 1448   | –                                                          |
| Dynastia Bonde         |                                                    |          |                                                    |                                 |                                   |                                   |                                                            |
| 37                     | Karol VIII (II) Knutsson Karl VIII Knutsson        |          | ok. 1408 zamek Ekholmen                            | 15 maja 1470 zamek Trzy Korony  | 28 czerwca 1448                   | 24 lutego 1457                    | Kanut Bonde Małgorzata Sparre                              |
| –                      | Jöns Bengtsson (Oxenstierna)                       |          | 1417                                               | 15 grudnia 1467 Borgholm        | 24 lutego 1457                    | 2 lipca 1457                      | Bengt Jönsson (Oxenstierna) Kristina Kristiernsdotter Vasa |
| –                      | Eryk Axelsson (Tott)                               |          | ok. 1419                                           | 1481                            | 25 marca 1457                     | 2 lipca 1457                      | Axel Pedersen Thott Ingeborg Ivarsdotter                   |
| Dynastia Oldenburgów   |                                                    |          |                                                    |                                 |                                   |                                   |                                                            |
| 38                     | Chrystian I Kristian I                             |          | luty 1426 Oldenburg                                | 21 maja 1481 zamek w Kopenhadze | 2 lipca 1457                      | 17 kwietnia 1464                  | Dietrich Oldenburg Jadwiga von Schauenburg                 |
| –                      | Kettil Karlsson Waza                               |          | ok. 1433                                           | 11 sierpnia 1465                | 17 kwietnia 1464-9 sierpnia 1464  | 17 kwietnia 1464-9 sierpnia 1464  | Karl Kristiernsson (Vasa) Ebba Eriksdotter                 |
| Dynastia Bonde         |                                                    |          |                                                    |                                 |                                   |                                   |                                                            |
| (37)                   | Karol VIII (II) Knutsson Karl VIII Knutsson        |          | ok. 1408 zamek Ekholmen                            | 15 maja 1470 zamek Trzy Korony  | 9 sierpnia 1464                   | 30 stycznia 1465                  | Kanut Bonde Małgorzata Sparre                              |
| –                      | Kettil Karlsson Waza                               |          | ok. 1433                                           | 11 sierpnia 1465                | 30 stycznia 1465-11 sierpnia 1465 | 30 stycznia 1465-11 sierpnia 1465 | Karl Kristiernsson (Vasa) Ebba Eriksdotter                 |
| –                      | Jöns Bengtsson (Oxenstierna)                       |          | 1417                                               | 15 grudnia 1467 Borgholm        | 11 sierpnia 1465                  | 14 października 1466              | Bengt Jönsson (Oxenstierna) Kristina Kristiernsdotter Vasa |
| –                      | Eryk Axelsson (Tott)                               |          | ok. 1419                                           | 1481                            | 14 października 1466              | 12 listopada 1467                 | Axel Pedersen Thott Ingeborg Ivarsdotter                   |
| (37)                   | Karol VIII (II) Knutsson Karl VIII Knutsson        |          | ok. 1408 zamek Ekholmen                            | 15 maja 1470 zamek Trzy Korony  | 12 listopada 1467                 | 15 maja 1470                      | Kanut Bonde Małgorzata Sparre                              |
| –                      | Sten Sture Starszy Sten Sture den äldre            |          | 1440                                               | 14 grudnia 1503                 | 1 czerwca 1470                    | 25 listopada 1497                 | Gustaf Sture Birgitta Bielke                               |
| Dynastia Oldenburgów   |                                                    |          |                                                    |                                 |                                   |                                   |                                                            |
| 39                     | Jan II Hans/Johan II                               |          | l2 lutego 1455 Aalborg                             | 20 lutego 1513 Aalborg          | 25 listopada 1497                 | 9 sierpnia 1501                   | Chrystian I Dorota brandenburska                           |
| –                      | Sten Sture Starszy Sten Sture den äldre            |          | 1440                                               | 14 grudnia 1503                 | 12 listopada 1501                 | 14 grudnia 1503                   | Gustaf Sture Birgitta Bielke                               |
| –                      | Svante Nilsson Sture                               |          | ok. 1460 Norrtälje                                 | 2 stycznia 1512 Arboga          | 21 stycznia 1504                  | 2 stycznia 1512                   | Nils Bosson Sture Birgitta Bonde                           |
| –                      | Erik Trolle                                        |          | ok. 1460                                           | 1530                            | 1512                              | 1512                              | Arvid Trolle Kerstin Jonsdotter                            |
| –                      | Sten Sture Młodszy Svantesson Sten Sture den yngre |          | 1493                                               | 3 lutego 1520                   | 23 lipca 1512                     | 3 lutego 1520                     | Svante Nilsson Sture Iliana Erengisladotter                |
| 40                     | Chrystian II Tyran Kristian II                     |          | 1 lipca 1481 Nyborg                                | 25 stycznia 1559 Kalundborg     | 1 listopada 1520                  | 23 sierpnia 1521                  | Jan II Krystyna saska                                      |
| –                      | Gustaw Waza                                        |          | 12 maja 1496 dwór Lindholmens lub zamek Rydboholms | 29 września 1560 Sztokholm      | 23 sierpnia 1521                  | 6 czerwca 1523                    | Eryk Johansson Waza Cecylia Månsdotter                     |

## Królowie Szwecji po 1523

### Wazowie
- tymczasowo

| #  | Imię                                               |                          | Lata życia                                         | Lata życia                                | Czas rządów                      | Czas rządów              | Rodzice                                     |
| #  | Imię                                               | urodzony                 | zmarł                                              | od                                        | do                               |                          | Rodzice                                     |
| -- | -------------------------------------------------- | ------------------------ | -------------------------------------------------- | ----------------------------------------- | -------------------------------- | ------------------------ | ------------------------------------------- |
| 41 | Gustaw I Gustav I Eriksson                         |                          | 12 maja 1496 dwór Lindholmens lub zamek Rydboholms | 29 września 1560 Sztokholm                | 6 czerwca 1523                   | 29 września 1560         | Eryk Johansson Waza Cecylia Månsdotter      |
| 42 | Eryk XIV Erik XIV                                  |                          | 13 grudnia 1533 Sztokholm                          | 26 lutego 1577 zamek Örbyhus              | 29 września 1560                 | 26 stycznia 1569         | Gustaw I Katarzyna saska                    |
| 43 | Jan III Johan III                                  |                          | 20 grudnia 1537 zamek Stegeborg                    | 17/27 listopada 1592 Sztokholm            | 26 stycznia 1569                 | 17/27 listopada 1592     | Gustaw I Małgorzata Leijonhufvud            |
| 44 | Zygmunt Sigismund (unia polsko-szwedzka 1592–1599) |                          | 20 czerwca 1566 zamek Gripsholm                    | 30 kwietnia 1632 Warszawa                 | 17/27 listopada 1592             | 24 lipca/3 sierpnia 1599 | Jan III Katarzyna Jagiellonka               |
| –  | Karol, książę Sudermanii                           |                          | 4 października 1550 Sztokholm                      | 30 października/9 listopada 1611 Nyköping | styczeń/luty 1599                | 23 lipca/2 sierpnia 1603 | Gustaw I Małgorzata Leijonhufvud            |
| 45 | Karol IX Karl IX                                   | 23 lipca/2 sierpnia 1603 | 4 października 1550 Sztokholm                      | 30 października/9 listopada 1611 Nyköping | 30 października/9 listopada 1611 |                          | Gustaw I Małgorzata Leijonhufvud            |
| 46 | Gustaw II Adolf Gustav II Adolf                    |                          | 9/19 grudnia 1594 Sztokholm                        | 6/16 listopada 1632 Lützen                | 30 października/9 listopada 1611 | 6/16 listopada 1632      | Karol IX Krystyna holsztyńska               |
| 47 | Krystyna Kristina                                  |                          | 8/18 grudnia 1626 Sztokholm                        | 19 kwietnia 1689 Rzym                     | 6/16 listopada 1632              | 6/16 czerwca 1654        | Gustaw II Adolf Maria Eleonora Hohenzollern |

### Wittelsbachowie(linia z Palatynatu)
| #  | Imię                            |          | Lata życia                            | Lata życia                                | Czas rządów               | Czas rządów                  | Rodzice                                            |
| #  | Imię                            | urodzony | zmarł                                 | od                                        | do                        |                              | Rodzice                                            |
| -- | ------------------------------- | -------- | ------------------------------------- | ----------------------------------------- | ------------------------- | ---------------------------- | -------------------------------------------------- |
| 48 | Karol X Gustaw Karl X Gustav    |          | 8/18 listopada 1622 Nyköping          | 13/23 lutego 1660 Göteborg                | 6/16 czerwca 1654         | 13/23 lutego 1660            | Jan Kazimierz Wittelsbach Katarzyna Wazówna        |
| 49 | Karol XI Karl XI                |          | 24 listopada/4 grudnia 1655 Sztokholm | 5/15 kwietnia 1697 Sztokholm              | 13/23 lutego 1660         | 5/15 kwietnia 1697           | Karol X Gustaw Jadwiga Eleonora z Holstein-Gottorp |
| 50 | Karol XII Karl XII              |          | 17/27 czerwca 1682 Sztokholm          | 30 listopada/11 grudnia 1718 Fredrikshald | 5/15 kwietnia 1697        | 30 listopada/11 grudnia 1718 | Karol XI Ulryka Eleonora Oldenburg                 |
| 51 | Ulryka Eleonora Ulrika Eleonora |          | 23 stycznia/2 lutego 1688 Sztokholm   | 24 listopada/5 grudnia 1741 Sztokholm     | 23 stycznia/3 lutego 1719 | 24 marca/4 kwietnia 1720     | Karol XI Ulryka Eleonora Oldenburg                 |

### Dynastia heska
| #  | Imię                 |          | Lata życia                 | Lata życia                         | Czas rządów              | Czas rządów              | Rodzice                            |
| #  | Imię                 | urodzony | zmarł                      | od                                 | do                       |                          | Rodzice                            |
| -- | -------------------- | -------- | -------------------------- | ---------------------------------- | ------------------------ | ------------------------ | ---------------------------------- |
| 52 | Fryderyk I Fredrik I |          | 17/27 kwietnia 1676 Kassel | 25 marca/5 kwietnia 1751 Sztokholm | 24 marca/4 kwietnia 1720 | 25 marca/5 kwietnia 1751 | Karol I Heski Maria Amalia Kettler |

### Oldenburgowie(linia Holstein-Gottorp)
| #  | Imię                            |                | Lata życia                    | Lata życia                 | Czas rządów              | Czas rządów      | Rodzice                                                              |
| #  | Imię                            | urodzony       | zmarł                         | od                         | do                       |                  | Rodzice                                                              |
| -- | ------------------------------- | -------------- | ----------------------------- | -------------------------- | ------------------------ | ---------------- | -------------------------------------------------------------------- |
| 53 | Adolf Fryderyk Adolf Fredrik    |                | 14 maja 1710 zamek Gottorf    | 12 lutego 1771 Sztokholm   | 26 marca/6 kwietnia 1751 | 12 lutego 1771   | Chrystian August, książę Eutin Albertyna Fryderyka von Baden-Durlach |
| 54 | Gustaw III Gustav III           |                | 24 stycznia 1746 Sztokholm    | 29 marca 1792 Sztokholm    | 12 lutego 1771           | 29 marca 1792    | Adolf Fryderyk Ludwika Ulryka Hohenzollern                           |
| 55 | Gustaw IV Adolf Gustav IV Adolf |                | 1 listopada 1778 Sztokholm    | 7 lutego 1837 Sankt Gallen | 29 marca 1792            | 10 maja 1809     | Gustaw III Zofia Magdalena Oldenburg                                 |
| –  | Karol, książę Sudermanii Karl   |                | 7 października 1748 Sztokholm | 5 lutego 1818 Sztokholm    | 29 marca 1792            | 1 listopada 1796 | Adolf Fryderyk Ludwika Ulryka Hohenzollern                           |
| 56 | Karol XIII Karl XIII            | 6 czerwca 1809 | 7 października 1748 Sztokholm | 5 lutego 1818 Sztokholm    | 5 lutego 1818            |                  | Adolf Fryderyk Ludwika Ulryka Hohenzollern                           |

### Bernadotte
| #  | Imię                             |          | Lata życia                    | Lata życia                         | Czas rządów          | Czas rządów          | Rodzice                                             |
| #  | Imię                             | urodzony | zmarł                         | od                                 | do                   |                      | Rodzice                                             |
| -- | -------------------------------- | -------- | ----------------------------- | ---------------------------------- | -------------------- | -------------------- | --------------------------------------------------- |
| 57 | Karol XIV Jan Karl XIV Johan     |          | 26 stycznia 1763 Pau          | 8 marca 1844 Sztokholm             | 5 lutego 1818        | 8 marca 1844         | Henri Bernadotte Jeanne St. Jean                    |
| 58 | Oskar I Oscar I                  |          | 4 lipca 1799 Paryż            | 8 lipca 1859 Sztokholm             | 8 marca 1844         | 8 lipca 1859         | Karol III Jan Bernadotte Dezyderia Clary-Bernadotte |
| 59 | Karol XV Karl XV                 |          | 3 maja 1826 Sztokholm         | 18 września 1872 Malmö             | 8 lipca 1859         | 18 września 1872     | Oskar I Józefina (królowa Szwecji i Norwegii)       |
| 60 | Oskar II Oscar II                |          | 21 stycznia 1829 Sztokholm    | 8 grudnia 1907 Sztokholm           | 18 września 1872     | 8 grudnia 1907       | Oskar I Józefina (królowa Szwecji i Norwegii)       |
| 61 | Gustaw V Gustaf V                |          | 16 czerwca 1858 Drottningholm | 29 października 1950 Drottningholm | 8 grudnia 1907       | 29 października 1950 | Oskar II Zofia Wilhelmina Nassau                    |
| 62 | Gustaw VI Adolf Gustaf VI Adolf  |          | 11 listopada 1882 Sztokholm   | 15 września 1973 Helsingborg       | 29 października 1950 | 15 września 1973     | Gustaw V Wiktoria Badeńska                          |
| 63 | Karol XVI Gustaw Carl XVI Gustaf |          | 30 kwietnia 1946 Gmina Solna  |                                    | 15 września 1973     |                      | Gustaw Adolf Bernadotte Sybilla Koburg              |

## Królowie tytularni i pretendenci
- 1599–1632 – Zygmunt Waza – także król Polski i wielki książę litewski
- 1632–1648 – Władysław Waza – także król Polski i wielki książę litewski
- 1648–1660 – Jan Kazimierz Waza – także król Polski i wielki książę litewski
- 1809–1872 – Gustaw von Holstein-Gottorp-Vasa